# Skifferolja
Skifferolja, även känt som kerogenolja, är en mineralolja som utvinns ur oljeskiffer genom pyrolys, hydrogenering, eller termisk dissolution. Dessa processer omvandlar den organiska substansen i berget (kerogen) till syntetisk olja och gas. Oljan som bildas kan användas omedelbart som bränsle eller uppgraderas för att motsvara specifikationerna för oljeraffinering, genom tillsats av väte och avlägsnande av föroreningar som svavel och kväve. Den destillerade och raffinerade produkten kan användas för samma ändamål som de som framställs ur råolja.
Skiffergas är en biprodukt vid framställningen av skifferolja.

## Historia

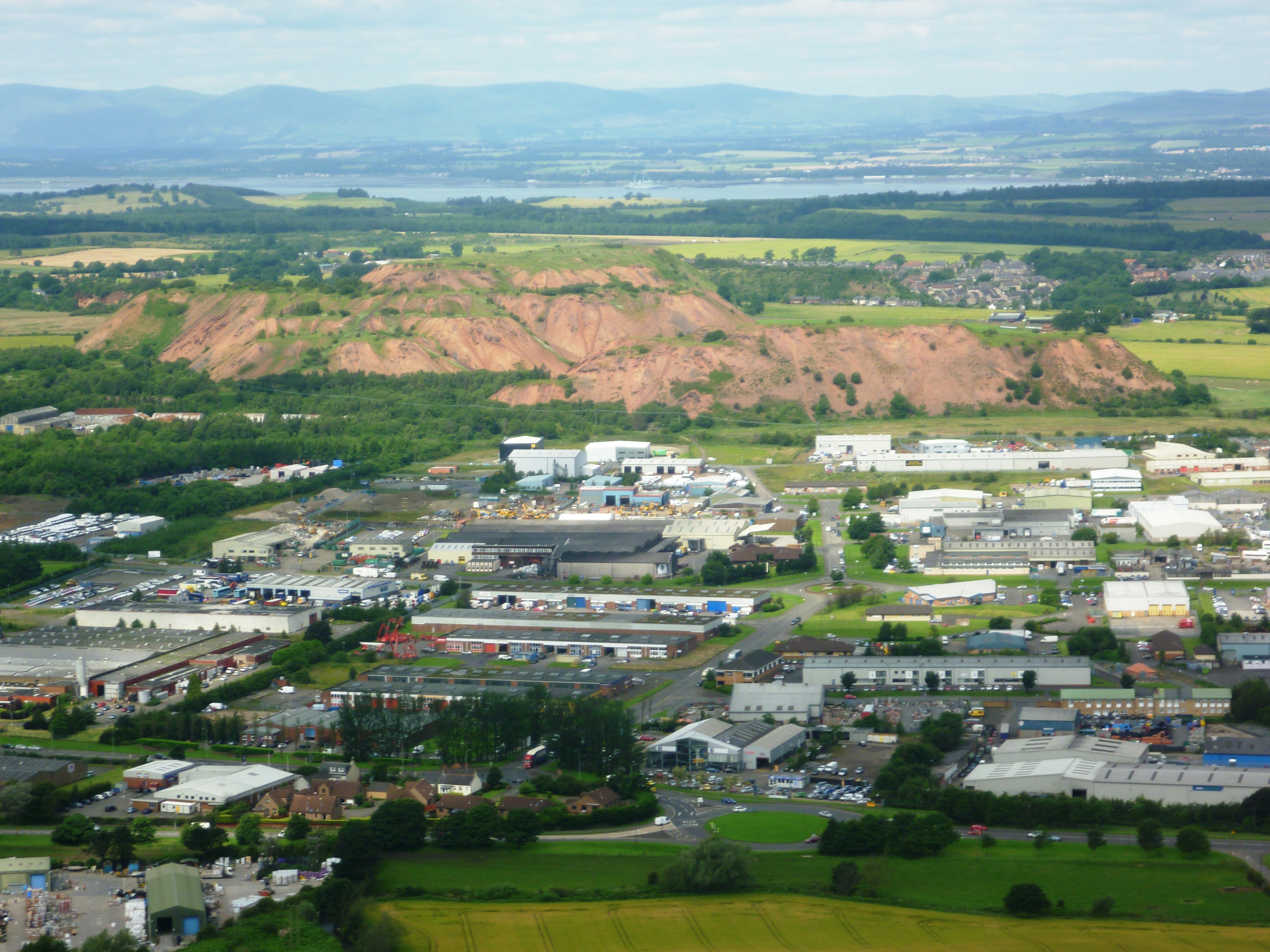
Tre slagghögar vid Broxburn i West Lothian, rester från den tidiga oljeindustrin i 1800-talets Skottland

Skifferolja var en av de första källorna till mineralolja som användes av människan.
Den första nedtecknade användningen härrör från Schweiz och Österrike i början av 1300-talet.
Ordet "skifferolja" är belagt i svenska språket sedan 1782.

### Fotnoter
1. ↑  ”skifferolja - Uppslagsverk - NE.se”. www.ne.se. https://www.ne.se/uppslagsverk/encyklopedi/l%C3%A5ng/skifferolja. Läst 11 maj 2020. [inloggning kan krävas]
2. 1 2  ”skifferolja | SO | svenska.se”. https://svenska.se/so/. Läst 11 maj 2020.
3. ↑  ”skiffer | SAOB | svenska.se”. https://svenska.se/saob/. Läst 11 maj 2020.
4. ↑  
Dostrovsky, I. (1988). Energy and the Missing Resource: A View from the Laboratory. Cambridge University Press. sid. 18. ISBN 978-0-521-31965-2. http://books.google.com/?id=H9ibu57Nju8C&pg=PA18
5. ↑  
”Oil Shale” (PDF). Colorado School of Mines. 2008. sid. 2. http://inside.mines.edu/outreach/cont_ed/emfi/emfi2008/OilShale2008.pdf.[död länk]